# Graphiurus microtis
Graphiurus microtis és una espècie de mamífer rosegador esciüromorf de la família Gliridae.

## Distribució
Es troba a Angola, Botswana, Eritrea, Etiòpia, Kenya, Lesotho, Malawi, Moçambic, Namíbia, Sud-àfrica, el Sudan, Eswatini, Tanzània, Zàmbia i Zimbàbue.

## Hàbitat
Aquesta espècie està present en una gran varietat de sabana i boscos hàbitats. Es troba de forma força comuna en zones habitades.